# Bohemund VII. z Tripolisu
Bohemund VII. (1261 – 19. října 1287) byl hrabětem z Tripolisu a titulárním antiochijským knížetem. Jedinou částí kdysi velkého Antiochijského knížectví, která zůstala pod Bohemundovou vládou byl přístav Latakia. Značná část jeho vlády byla vyplněna válkami s rytířským řádem templářů (1277 – 1282).

## Životopis
Bohemund VII. byl synem knížete Bohemunda VI. a Sibyly Arménské. Protože se na vládnoucí stolec Bohemund VII. dostal ještě jako neplnoletý, vykonávala jeho matka Sibyla funkci regenta, ačkoliv o regentství nad nezletilým Bohemundem se rovněž ucházel král Kypru a Jeruzaléma Hugo III., neboť byl po smrti Bohemunda VI. nejbližším mužským příbuzným Bohemunda VII. Sibyla jako svého rádce dosadila biskupa Bartoloměje z Tortosy. Část svého mládí také Bohemund strávil na dvoře arménského krále Leona III. v Kilíkii. V roce 1277 se vrátil do Tripolisu a okamžitě uzavřel přímeří s mamlúckým sultánem Kalavunem a uznal Rogera ze San Severina jako regenta Jeruzalémského království, čímž uznal za jeruzalémského krále Karla z Anjou, jehož byl Roger zástupcem. Také vyňal Benátčany z námořní daně, čímž si proti sobě poštval jejich konkurenty z Janova a jejich spojence.
Po svém návratu do Tripolisu si také znepřátelil mocný rod Embriaců, pánů z Gibeletu, kterému vládl Guy II. Embriaco. Tripolis byl v této době již velmi slabý a ještě více jej oslabovalo soupeření různých zájmových skupin. Římskou zájmovou kliku vedl tripolský biskup Pavel ze Segni a arménskou kliku vedla Sibyla a její spojenec Bartoloměj. Pavel ze Segni si udělal mocného spojence v novém velmistrovi řádu templářů Guillaumu de Beaujeu a dokázal se i dohodnout s rodem Embriaco, kteří obyčejně zaujímali ostrý protitemplářský kurs. Tohle spolčení urychlilo první z několika válek, které Bohemund VII. s templáři vedl, a nechal vypálit templářské budovy v Tripolisu. Templáři odpověděli zničením hradu Le Boutron a útokem na Nefin. Bohemund VII. poté vytáhl k Gibeletu, kde je porazil a donutil k podepsání míru.
V roce 1278 templáři a Guy II. z Gibelitu napadli Tripolis, ale před hradbami města byli zastiženi Bohemundem. Bohemund byl sice poražen, ale templářská flotila složená z galér byla zastižena bouří, čehož využilo Bohemundovo loďstvo, které napadlo a zničilo templářský Sidon. Příměří bylo nakonec vyjednáno prostřednictvím velmistra řádu johanitů Nicolase Lorgna. Poslední třetí válka vypukla v lednu roku 1282, když se Embriacové pokusili Tripolis překvapit a obsadit. Pokus však nevyšel a protože nenašli templářského velmistra, museli najít útočiště u johanitů. Ti Embriacy vydali Bohemundovi pod podmínkou, že ušetří jejich životy. Bohemund VII. však svůj slib daný johanitům nedodržel a nechal je zakopat do písku až po krk a nechal je zemřít žízní. Tento Bohemundův čin vyvolal pohoršení a Janované a francouzský rod Montfortů se proti němu spojil, ale Bohemund později zvítězil i nad nimi a hrad Gibelet, hlavní mocenské centrum Embriaců, převzal pod svou kontrolu.
Roku 1287 sultán Kalavun dobyl Latakii přičemž prohlásil, že Latakie náležela k Antiochijskému knížectví a nikoliv Tripolskému hrabství a nepodléhala tudíž k mírové dohodě mezi Kalavunem a Bohemundem, coby tripolským hrabětem. Krátce na to Bohemund zemřel, aniž by měl se svou ženou Markétou Akkonskou nějaké děti. Tripolis se tak ponořil do nástupnické krize. Nakonec však z Evropy dorazila Bohemundova sestra Lucie a převzala kontrolu nad hrabstvím.